# Teranodes
Genre
Synonymes
- Terania Raven, 1980 nec Piran 1963

Teranodes est un genre d'araignées mygalomorphes de la famille des Hexathelidae.

## Distribution
Les espèces de ce genre sont endémiques d'Australie. Elles se rencontrent au Victoria et en Tasmanie.

## Liste des espèces
Selon World Spider Catalog (version 13.5, 2013) :
- Teranodes montanus (Hickman, 1927)
- Teranodes otwayensis (Raven, 1978)

## Publications originales
- Raven, 1985 : The spider infraorder Mygalomorphae (Araneae): cladistics and systematics. Bulletin of the American Museum of Natural History, no 182, part 1, p. 1-180 (texte intégral).
- Raven, 1980 : The evolution and biogeography of the mygalomorph spider family Hexathelidae (Araneae, Chelicerata). Journal of Arachnology, vol. 8, no 3, p. 251-266 (texte intégral).